# Rolf-Dieter Günther
Rolf-Dieter Günther (* 20. Mai 1933; † 22. Mai 2011 in Wilhelmshorst) war ein deutscher evangelischer Pfarrer, Pressesprecher des Bundes der Evangelischen Kirchen in der DDR und inoffizieller Mitarbeiter der DDR-Staatssicherheit.

## Leben
Günther studierte nach Erlangung seiner Hochschulreife Evangelische Theologie. Nach erfolgreichem Abschluss wurde er in das Vikariat der Evangelischen Kirche von Berlin-Brandenburg übernommen und danach zum Pfarrer ordiniert. Günther wurde Landesjugendpfarrer in Potsdam. Außerdem arbeitete er in der Synode seiner Landeskirche sowie in der Bundessynode mit. Nach der Gründung des DDR-Kirchenbundes wurde er dessen Pressesprecher. Seine dienstlichen Aufgaben führten ihn auch zur Wahrnehmung zahlreicher Auslandskontakte in der ökumenischen Zusammenarbeit der Kirchen.
Rolf-Dieter Günther arbeitete langjährig in der Christlichen Friedenskonferenz mit, nahm an den Allchristlichen Friedensversammlungen in Prag teil und wurde in ihre Arbeitsgremien gewählt. Außerdem gehörte er dem DDR-Regionalausschuss an.
Während der Zeit der Wende und friedlichen Revolution in der DDR 1989 und der Bildung des Zentralen Runden Tisches übernahm er zusammen mit dem katholischen Prälaten Dieter Grande die Sekretariatsarbeit dieses Gremiums.

## Mitarbeiter der Staatssicherheit
Günther war als inoffizieller Mitarbeiter der Staatssicherheit registriert und wurde vom MfS unter dem Decknamen IM „Wilhelm“ geführt. Er berichtete von 1968 bis 1989 über Beratungen seiner Kirchenleitung, Bundessynoden und Auslandsreisen. Günther lieferte Persönlichkeitsprofile an die MfS-Bezirksverwaltung Potsdam; so bezeichnete er den Kirchenpräsidenten Eberhard Natho als „reaktionär, wie es nicht schlimmer geht“.

## Werke
- Gott über alle Dinge: Begegnungen mit Martin Luther 1983 / hrsg. im Auftr. d. Lutherkomitees d. Evang. Kirchen in d. DDR von Helmut Zeddies u. Rolf-Dieter Günther, Berlin: Evangelische Verlagsanstalt, 1984